# Orde van de Rode Vlag van de Arbeid (Tadzjiekse Socialistische Sovjetrepubliek)

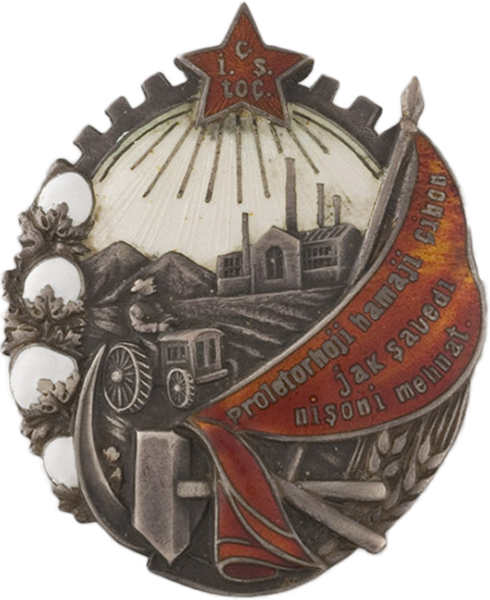
De Orde van de Rode Vlag van de Arbeid.

De Orde van de Rode Vlag van de Arbeid was een orde van verdienste van de Tadzjiekse Socialistische Sovjetrepubliek.
Deze in 1933 ingestelde socialistische orde had één enkele graad.
Het versiersel is in vergelijking met die van de andere in deze periode door de communisten ingestelde orden met veel details uitgevoerd.  Centraal staat  een rood geëmailleerde vlag met de tekst "Proletariërs aller landen verenigt u". Ook hamer en sikkel en rode ster met de letters "CISIOC"  verwijzen naar het communisme. Naar de ambities en geografie van Tadzjikistan verwijzen katoenbollen, tractor, fabriek, heuvels, tandrad en korenaren.
De vlag en de rode ster zijn gedeeltelijk geëmailleerd. De achtergrond van het zilveren medaillon is wit geëmailleerd.
Dit medaillon werd op de borst gespeld. Symbolen van het communisme staan in de in die periode door de communisten ingestelde onderscheidingen centraal, Dat is ook het geval in dit versiersel dat verder sterk op de orden van de andere volksrepublieken leek. Het ontwerp is modern en breekt volledig met de op het kruis gebaseerde vormentaal van de oudere Russische onderscheidingen. 